# 1953 في البرازيل
فيما يلي قوائم الأحداث التي وقعت خلال عام 1953 في البرازيل.

## سياسة

### تعيين في المنصب
- 16 يونيو – أوزفالدو أرانيا وزير المالية.

## مواليد

### يناير
- 27 يناير – جيرالدو بيريرا ماتوس فيليو لاعب كرة قدم برازيلي.

### فبراير
- 28 فبراير – ليفير كولبي لاعب كرة قدم برازيلي.

### مارس
- 3 مارس – زيكو لاعب ومدرب كرة قدم برازيلي.

### مايو
- 24 مايو – جورفان فييرا لاعب ومدرب كرة قدم برازيلي.

### يوليو
- 24 يوليو – باولو سيرجيو دي أوليفيرا ليما لاعب كرة قدم برازيلي.

### أغسطس
- 3 أغسطس – باولو إيزيدورو لاعب كرة قدم برازيلي.

### أكتوبر
- 16 أكتوبر – باولو روبرتو فالكاو لاعب كرة قدم برازيلي.

### ديسمبر
- 23 ديسمبر – سيرجينيو تشولابا لاعب كرة قدم برازيلي.

## وفيات

### يونيو
- 30 يونيو – تشارلز ميلر (مواليد 1874) لاعب كرة قدم برازيلي.

### نوفمبر
- 22 نوفمبر – مانويل دي أغويار فاغونديس (مواليد 1907) لاعب كرة قدم برازيلي.